# وویسلاو ملیچ
وویسلاو ملیچ (انگلیسی: Vojislav Melić؛ ۵ ژانویهٔ ۱۹۴۰ – ۷ آوریل ۲۰۰۶) بازیکن فوتبال اهل یوگسلاوی بود.
از باشگاه‌هایی که در آن بازی کرده‌است می‌توان به باشگاه فوتبال ستاره سرخ بلگراد و باشگاه فوتبال سوشو اشاره کرد.
وی همچنین در تیم ملی فوتبال یوگسلاوی بازی کرده‌است.